# Ольшево (Сім'ятицький повіт)
Ольшево (пол. Olszewo) — село в Польщі, у гміні Перлеєво Сім'ятицького повіту Підляського воєводства.
Населення — 15 осіб (2011).
У 1975—1998 роках село належало до Ломжинського воєводства.

## Демографія
Демографічна структура станом на 31 березня 2011 року:
|          | Загалом | Допрацездатний вік | Працездатний вік | Постпрацездатний вік |
| -------- | ------- | ------------------ | ---------------- | -------------------- |
| Чоловіки | 6       | 1                  | 5                | 0                    |
| Жінки    | 9       | 0                  | 4                | 5                    |
| Разом    | 15      | 1                  | 9                | 5                    |